# Fernando Martínez Arrieta
Fernando Martínez (23 de septiembre de 1985) es un exfutbolista peruano. Jugaba de mediocampista y tiene 39 años. 

## Trayectoria
En el 2013 fue elegido como uno de los mejores volantes de la Segunda División Peruana con el Atlético Torino donde anotó 8 goles.

## Clubes
| Club                | País | Año       |
| ------------------- | ---- | --------- |
| Atlético Grau       | Perú | 2005      |
| Olimpia FC          | Perú | 2005      |
| Atlético Torino     | Perú | 2007      |
| Olimpia FC          | Perú | 2008      |
| Renovación Pacífico | Perú | 2008      |
| José María Arguedas | Perú | 2009-2010 |
| Real Garcilaso      | Perú | 2011      |
| José María Arguedas | Perú | 2012      |
| Atlético Torino     | Perú | 2013-2014 |
| Los Caimanes        | Perú | 2015      |
| Atlético Torino     | Perú | 2016      |
| Defensor La Bocana  | Perú | 2017      |

## Palmarés

### Campeonatos nacionales
| Título    | Club           | País | Año  |
| --------- | -------------- | ---- | ---- |
| Copa Perú | Real Garcilaso | Perú | 2011 |